# فابنياركا
فابنياركا (Вапнярка) هي بلدة من النمط المدني في منطقة توماشبيل في محافظة فينيتسا في أوكرانيا.
يبلغ عدد سكانها حوالي 8288 نسمة.